# Škofja Loka
Škofja Loka (německy Bischoflack, Laak an der Zaier) je označení nejen pro dvanáctitisícové město, ale také pro dvaadvacetitisícovou územně-správní jednotku (občinu) ve Slovinsku.

## Název
Název Škofja Loka je zkomolením latinského Episcopi loca (znamená „biskupova místa“), odvozen od středověkému držení biskupy z Freisingu. V listině z roku 973 byl uveden slovem Lonca (1160 jako Lonka, 1192–97 Lok, 1286 se už používá název Stara Loka, další verze názvu jsou 1293 Scofolotti a 1295 Scofioloco).

## Znak
Ve znaku města je korunovaná bysta Maura. Podle legendy byl zakladatel města, biskup Abrahám z Freisingu v údolí Poljanska napaden medvědem. Přítomný Maur (z biskupova doprovodu ?) se medvěda nebál a zabil ho šípem. Biskup mu z vděčnosti slíbil, že ho „proslaví, aby si ho pamatovalo mnoho generací“. Korunovaný Maur se stal znakem freisingské diecéze a následně i města Škofja Loka.

## Klimatické poměry
Klima je mírné kontinentální s mírně chladnými zimami a nepříliš horkými léty. Srážky zde činí asi 1500 mm za rok. Obě městem protékající řeky mají charakter horských bystřin s největším průtokem na podzim a na jaře.

## Historie

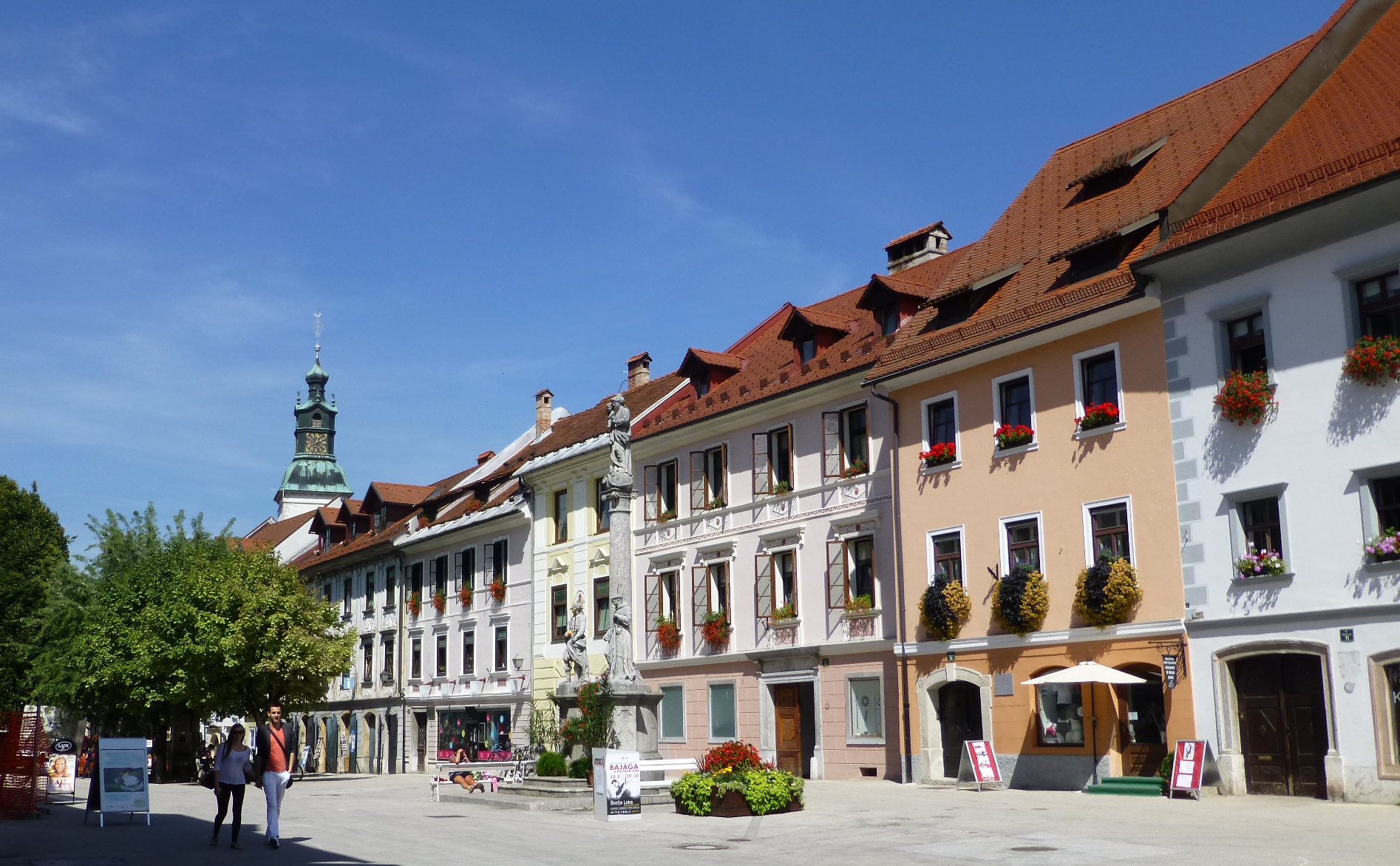
Centrum města s věží kostela sv. Jakuba

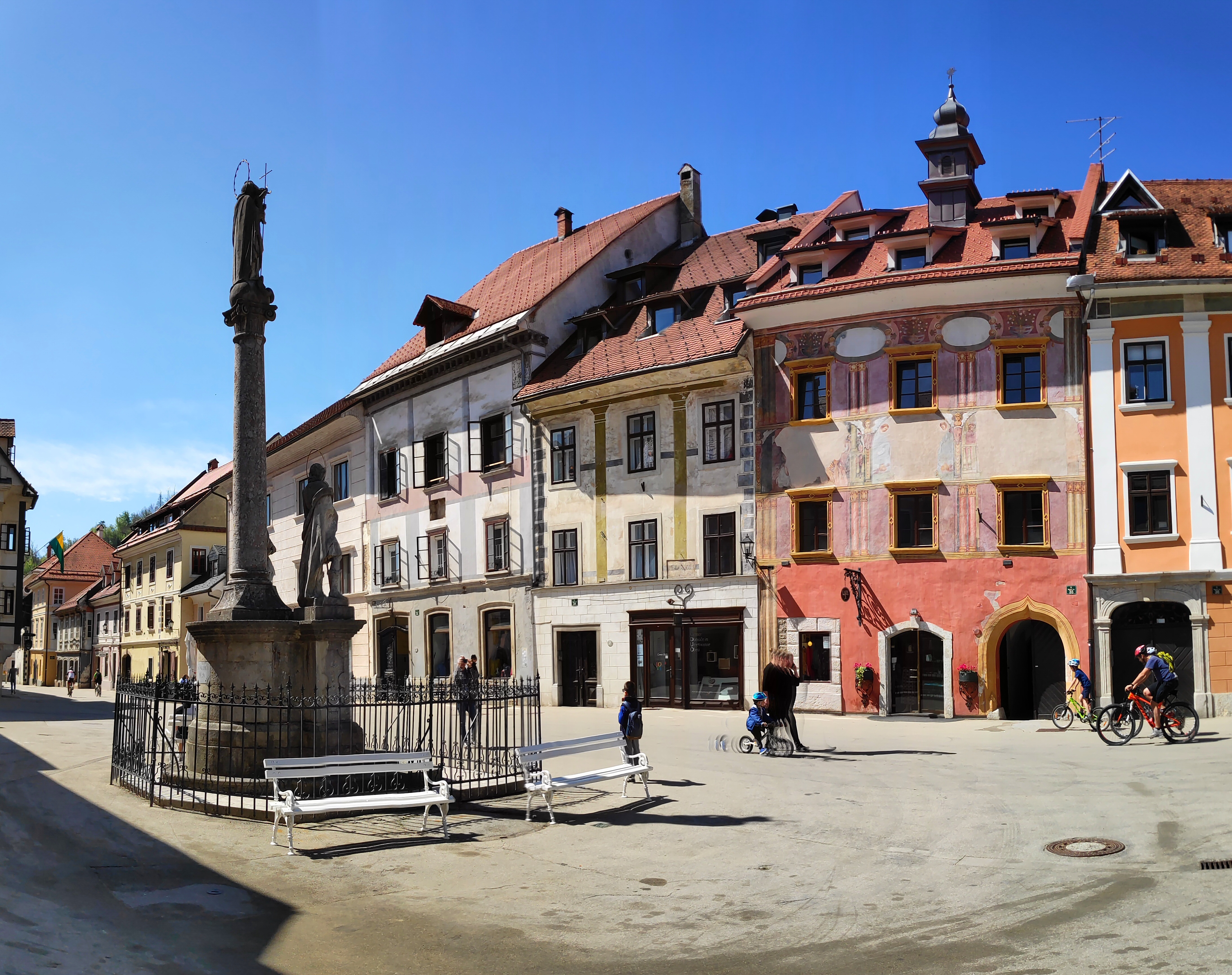
Městský trh s mariánským sloupem

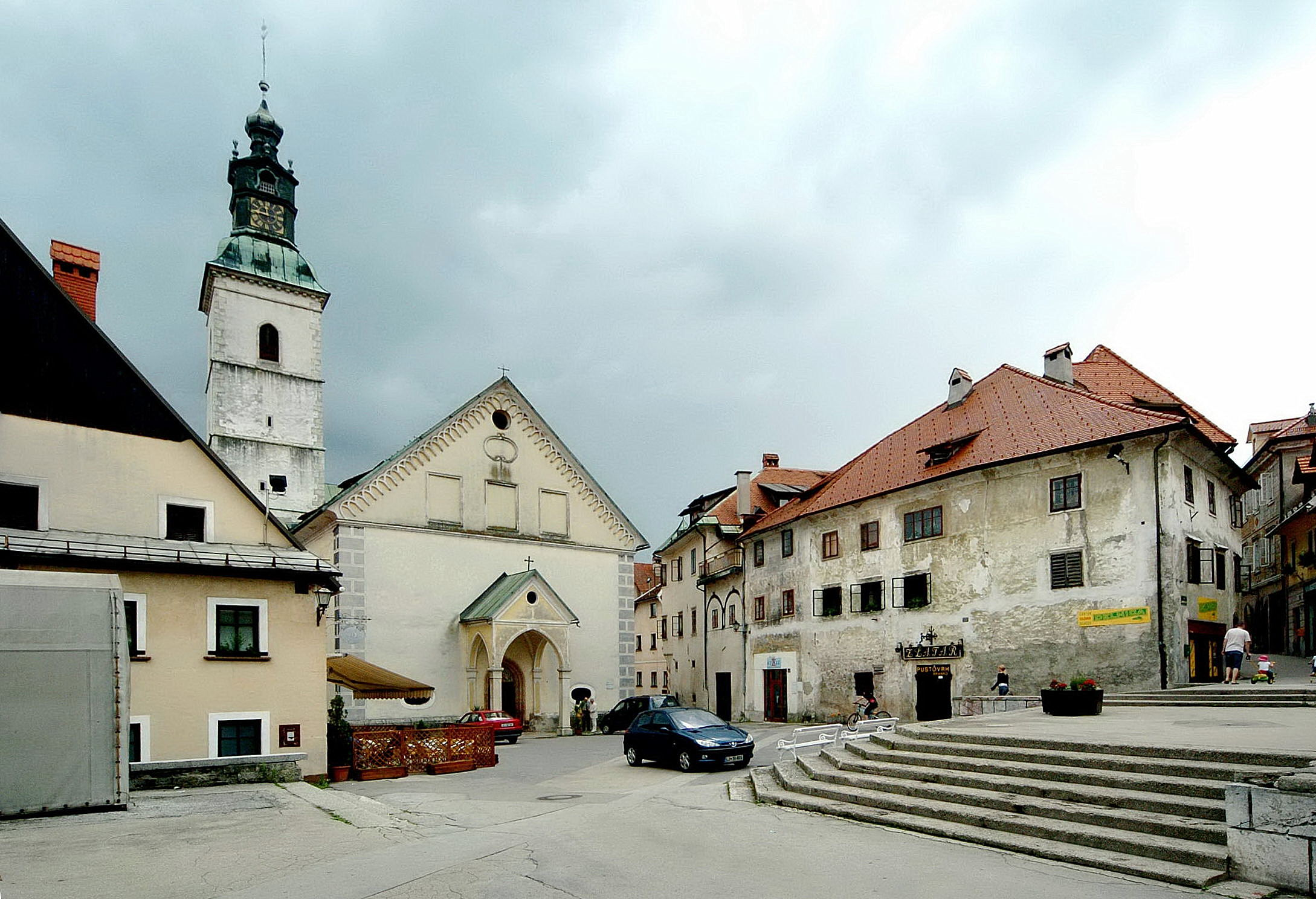
Cankarův trh s kostelem sv. Jakuba

Počátky dějin města se datují do roku 973, kdy císař Ota II. svou darovací listinou potvrdil Locus (latinsky, množné číslo Loca) Abrahámovi, biskupovi z Freisingu. Tehdejší Loka ležela v historické části (Stara Loka). Biskup měl misijní úkol, christianizaci slavonského území Kraňska a severní Itálie.
Jádrem sídelního území v raném středověku byla oblast na soutoku řek Selška Sora a Poljanska Sora. V 11. a 12. století zbudovali biskupové na kopci Kranjcelj nad soutokem řek románskou Horní věž a hrad, který se stal sídlem biskupského správce. Roku 1248 je Škofja Loka poprvé jmenována také trhová obec v podhradí, městská privilegia obdržela v roce 1274 od krále Přemysla Otakara II. Na počátku čtrnáctého století bylo zbudováno městské opevnění s pěti obrannými věžemi a pěti branami.
Roku 1476 město napadlo vojsko Osmanské říše. Město bylo v roce 1511 vážně poškozeno zemětřesením, ale brzy bylo znovu zbudováno. Znovu bylo město poškozeno při požárech v letech 1660 a 1698. Městské opevnění postupně zastarávalo a většina jej byla odstraněna spolu s městskými branami v roce 1789. Díky řece zde vznikla celá řada mlýnů, což předurčilo město k ekonomickému rozvoji ještě před příchodem průmyslové éry. Nakonec ale štafetu regionálního centra převzalo město Kranj.
Po roce 1803 bylo zrušeno freisinské biskupské panství a město připadlo pod Kraňské vévodství – součást Habsburské monarchie. Škofja Loka bylo první město v Kraňsku, které získalo elektrické osvětlení, už roku 1895. I přes modernizaci ve 20. století si díky dlouhým dějinám město uchovalo rozsáhlé a bohaté historické jádro.
Již během meziválečné Jugoslávie se proslavil místní průmysl. V roce 1919 zde působila továrna na klobouky s názvem Šešir (sch. výraz pro klobouk). Po druhé světové válce zde působila firma Elra pro elektrotechnické výrobky.
Za druhé světové války bylo město 13. dubna 1941 obsazeno italskou armádou, stalo se tak o týden po vypuknutí konfliktu na území tehdejšího jugoslávského království. O několik dní později, 17. dubna, italské vojsko vystřídala německá okupační správa. Během říšskoněmecké okupace neslo město oficiální pojmenování Laak an der Zaier. Během války byly v okolí města aktivní jednotky partyzánů. Dne 9. února 1944 němečtí velitelé nechali zastřelit 50 občanů odplatou za smrt jednoho německého vojáka zabitého partyzány.
Škofja Loka zůstala do současnosti jedním z nejlépe zachovaných středověkých měst ve Slovinsku. V roce 1959 převzalo město místní hrad. Roku 1987 bylo centrum města vyhlášeno městskou památkovou zónou.

## Zeleň a parky
Na severu města se nachází kopec Kamnitnik (411 m n. m.), který je zalesněný. 
Jihozápadně od historického jádra leží městský park (slovinsky Grajski park), který dále přechází v otevřenou krajinu. Vede tudy řada turistických tras.

## Pamětihodnosti
- Kostel sv. Jakuba – gotický kostel z 15. století
- Kostel Neposkvrněného početí Panny Marie – raně barokní klášterní kostel z roku 1660
- Kapucínský klášter s kostelem sv. Anny ze začátku 18. století s významnou knihovnou čítající 30 tisíc svazků
- Kostel s bývalým klášterem voršilek (slovinsky Uršulinski samostan)
- Kostel Panny Marie Bolestné z roku 1710 u bývalého městského špitálu
- Kapucínský most (Kamenný most Františka Josefa I.) – gotický most ze 14. století přes řeku Selška Sora, se sochou sv. Jana Nepomuckého
- Škofjeloški grad – středověký hrad na kopci nad městem přestavený na zámek
- Mariánský sloup – barokní sloup se sochami Panny Marie Immaculaty, sv. Rocha a sv. Floriána (1751)
- Kašča – sýpka z 16. století.

## Doprava

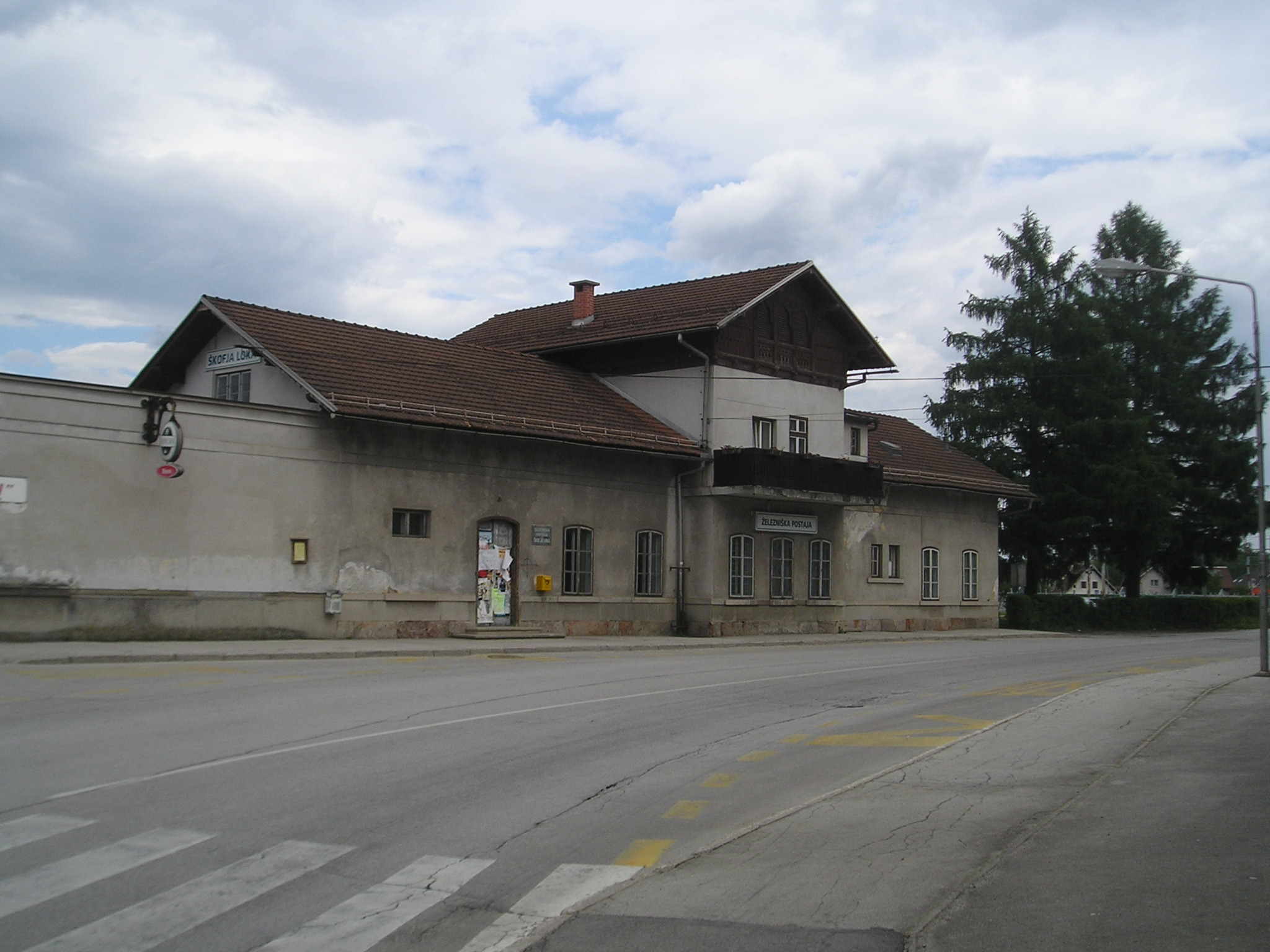
Železniční stanice.

Nedaleko od města prochází železniční trať z Jesenice do Lublaně. železniční stanice je umístěna dále od středu města.
Východně od města (na druhém břehu řeky Sávy) se nachází dálnice A2. Kromě toho do Škofji Loky vedou i různé další silnice, ale vždy jen nižší třídy. Autobusové nádraží (slovinsky Avtobusna postaja).

## Osobnosti
- Jurij Dalmatin (1547–1589) – protestantský teolog a spisovatel
- Šlechtická rodina Apfaltrerů; Ernest Apfaltrer (1701–1767) byl jezuita, matematik a teolog
- Jan Oblak (* 1993) – slovinský fotbalový brankář